# Henry Seymour (Schriftsteller)
Henry Seymour (* 14. September 1931 in Stuttgart als Helmut Hartmann) ist ein deutsch-britischer Krimiautor, Jugendbuchautor und Übersetzer. Der Sohn der Schriftstellerin Sophie Hartmann veröffentlichte seit 1957 unter verschiedenen Pseudonymen in deutscher und englischer Sprache mehr als 600 Unterhaltungsromane für Jugendliche und Erwachsene. Seine Werke erschienen unter anderem bei Ueberreuter, Pabel, Goldmann und TOSA (Wien).
Seymour lebt und arbeitet heute in Wales.

## Romane (Auswahl)
- Armer kleiner Zeitungsboy, Jugendroman, Michael Winkler Verlag, Köln, 1957
- Intrigue in Tangier, Kriminalroman, Gifford, 1958
- Was Peter erlebte, Jugendroman, Klein, 1959
- In the Still of the Night, Kriminalroman, Gifford, 1966
- Infernal Idol, Mystery/Horror, Avon, 1966 - verfilmt 1974 als Craze - Dämon des Grauens mit Jack Palance, Diana Dors und Edith Evans
- Inspektor Dixon, Jugendkriminalromane, 10 Bände, 1970–75, Ueberreuter, Wien
- Kommissar X, 192 Krimi-Romanhefte, ab 1971, Pabel, Rastatt
- Rote Laterne, 108 Frauenschicksal-Romanhefte, ab 1975, Zauberkreis / Pabel, Rastatt
- mehr als 230 Heimat- und Bergromane unter verschiedenen Pseudonymen

## Übersetzungen (Auswahl)
- John D. MacDonald: Gold wirft blutige Schatten. Fischer, Frankfurt/Main 2017, ISBN 978-3-596-31802-5.
- Maurice Leblanc: Die Abenteuer des Arsène Lupin. 5 Bände: Der Kristallstöpsel, 813, Der Zahn des Tigers, Das goldene Dreieck, Acht Glockenschläge
- Martin Barkawitz: Killer Girls. Belle Époque Verlag, Dettenhausen 2019